# El Túnel
El Túnel är en ort i Mexiko.   Den ligger i kommunen Aquismón och delstaten San Luis Potosí, i den centrala delen av landet, 230 km norr om huvudstaden Mexico City. El Túnel ligger 953 meter över havet och antalet invånare är 109.
Terrängen runt El Túnel är kuperad norrut, men söderut är den bergig. Runt El Túnel är det ganska tätbefolkat, med 90 invånare per kvadratkilometer. Närmaste större samhälle är Villa Terrazas, 19,7 km öster om El Túnel. I omgivningarna runt El Túnel växer i huvudsak städsegrön lövskog.